# 横浜中華街発展会協同組合
横浜中華街発展会協同組合（よこはまちゅうかがいはってんかいきょうどうくみあい）は、1972年の日中国交正常化と同じくする年に発足した、横浜中華街の街づくり組合である。高橋柢祐が初代理事長である。1956年に任意団体として発足した「中華街発展会」が前身である。

## 所在地
- 横浜市中区山下町118-2 留日廣東會舘ビル5階[2]

## 歴代理事長
- 初代 - 高橋柢祐
- 二代目 - 林清文
- 三代目 - 林兼正
- 四代目 - 李宏道
- 五代目 - 高橋伸昌
- 六代目 - 進藤さわと（現職）

## 三役一覧
2021年5月現在の主な役員は次のとおり。
- 理事長 - 高橋伸昌
- 副理事長 - 鐘上智
- 副理事長 - 武松昭男
- 副理事長 - 陣恵
- 副理事長 - 余凱
- 専務理事 - 石河陽一郎

## 組織
- 総務部、事業部、広報部（3部）
- コンシェルジュ委員会、会員拡大委員会、春節実行委員会、ハマフェス委員会、YMC協議委員会、ChinaTown80運営委員会／（6委員会）